# 申公 (陳)
申公（しんこう）は、西周の諸侯である陳の君主。姓は嬀、名は犀侯。胡公の子として生まれた。胡公の後をうけて陳国の君主となった。孝公の父。